# Troisième circonscription de l'Aube
La troisième circonscription de l'Aube est représentée dans la XVIe législature par Angélique Ranc, députée Rassemblement national.

## Description géographique et démographique

### De 1958 à 1986
La troisième circonscription de l'Aube était composée de :
- Canton de Marcilly-le-Hayer
- Canton de Méry-sur-Seine
- Canton de Nogent-sur-Seine
- Canton de Romilly-sur-Seine
- Canton de Troyes-II
- Canton de Villenauxe-la-Grande

### Depuis 1988
La troisième circonscription de l'Aube occupe le coin nord-ouest du département, vers la Seine-et-Marne. Elle partage avec les deux autres circonscriptions du département la ville de Troyes, préfecture, et englobe la ville de Romilly-sur-Seine. Elle regroupe les cantons suivant :
- Canton de la Chapelle-Saint-Luc
- Canton de Marcilly-le-Hayer
- Canton de Nogent-sur-Seine
- Canton de Romilly-sur-Seine-1
- Canton de Romilly-sur-Seine-2
- Canton de Sainte-Savine
- Canton de Troyes-3
- Canton de Troyes-4
- Canton de Villenauxe-la-Grande

## Historique des députations
| Législature | Début de mandat | Fin de mandat  | Député                             | Parti politique | Observations |
| ----------- | --------------- | -------------- | ---------------------------------- | --------------- | --- |
| Ire         | 9 décembre 1958 | 9 octobre 1962 | Bernard Laurent                    | MRP             | Maire de Marigny-le-Châtel Conseiller général du Canton de Marcilly-le-Hayer Mandat écourté à la suite d'une dissolution parlementaire décidée par Charles de Gaulle.                                           |
| IIe         | 6 décembre 1962 | 2 avril 1967   | Jean Durlot                        | UNR-UDT         | Conseiller général du Canton de Troyes-2 |
| IIIe        | 3 avril 1967    | 30 mai 1968    | Paul Granet                        | UD-Ve           | Mandat écourté à la suite d'une dissolution parlementaire décidée par Charles de Gaulle. |
| IVe         | 11 juillet 1968 | 1er avril 1973 | Paul Granet                        | UDR             | |
| Ve          | 2 avril 1973    | 2 avril 1978   | Paul Granet                        | UDR             | Remplacé par Raoul Honnet le 10 juillet 1974 à la suite de sa nomination au gouvernement |
| VIe         | 3 avril 1978    | 22 mai 1981    | Paul Granet                        | UDF             | Mandat écourté à la suite d'une dissolution parlementaire décidée par François Mitterrand. |
| VIIe        | 2 juillet 1981  | 1er avril 1986 | Michel Cartelet                    | PS              | |
| IXe         | 23 juin 1988    | 1er avril 1993 | Michel Cartelet                    | PS              | Maire de Romilly-sur-Seine (à partir de 1989). |
| Xe          | 2 avril 1993    | 21 avril 1997  | François Baroin                    | RPR             | Maire de Troyes (à partir de 1995) Remplacé par Gérard Menuel le 19 juin 1995 à la suite de sa nomination au gouvernement Mandat écourté à la suite d'une dissolution parlementaire décidée par Jacques Chirac. |
| XIe         | 12 juin 1997    | 18 juin 2002   | François Baroin                    | RPR             | Maire de Troyes |
| XIIe        | 19 juin 2002    | 19 juin 2007   | François Baroin                    | UMP             | Maire de Troyes Remplacé par Gérard Menuel le 3 juillet 2005 à la suite de sa nomination au gouvernement. |
| XIIIe       | 20 juin 2007    | 19 juin 2012   | François Baroin                    | UMP             | Maire de Troyes Remplacé par Gérard Menuel le 23 mars 2010 à la suite de sa nomination au gouvernement |
| XIVe        | 20 juin 2012    | 20 juin 2017   | François Baroin puis Gérard Menuel | UMP → LR        | Maire de Troyes Ancien-agriculteur |
| XVe         | 21 juin 2017    | 21 juin 2022   | Gérard Menuel                      | LR              | |
| XVIe        | 22 juin 2022    | 9 juin 2024    | Angélique Ranc                     | RN              | Conseiller régional du Grand Est Mandat écourté à la suite d'une dissolution parlementaire décidée par Emmanuel Macron.                                                                                         |

## Candidatures et résultats des élections législatives

### Élections de 1958
| Candidat       | Candidat            | Parti          | Premier tour | Premier tour | Second tour | Second tour |  |
| Candidat       | Candidat            | Parti          | Voix         | %            | Voix        | %           |  |
| -------------- | ------------------- | -------------- | ------------ | ------------ | ----------- | ----------- |  |
|                | Maurice Camuset     | PCF            | 9 586        | 22,14        | 11 302      | 26,07       |  |
|                | Jean Durlot         | UNR            | 8 493        | 19,62        | Retrait     | Retrait     |  |
|                | Bernard Laurent élu | MRP            | 6 908        | 15,96        | 11 609      | 26,78       |  |
|                | André Montmaur      | SFIO           | 6 463        | 14,93        | 9 645       | 22,25       |  |
|                | Charles Courrier    | UFF            | 4 311        | 9,96         | 10 800      | 24,91       |  |
|                | Roger Fleury        | Modérés        | 4 162        | 9,61         | Retrait     | Retrait     |  |
|                | André Lemeland      | Radsoc         | 2 221        | 5,13         | Retrait     | Retrait     |  |
|                | Gaston Béneult      | Radsoc         | 1 152        | 2,66         |             |             |  |
|                |                     |                |              |              |             |             |  |
| Inscrits       | Inscrits            | Inscrits       | 57 907       | 100,00       | 57 871      | 100,00      |  |
| Abstentions    | Abstentions         | Abstentions    | 13 333       | 23,02        | 13 463      | 23,26       |  |
| Votants        | Votants             | Votants        | 44 574       | 76,98        | 44 408      | 76,74       |  |
| Blancs et nuls | Blancs et nuls      | Blancs et nuls | 1 278        | 2,87         | 1 052       | 2,37        |  |
| Exprimés       | Exprimés            | Exprimés       | 43 296       | 97,13        | 43 356      | 97,63       |  |

Le suppléant de Bernard Laurent était Hubert Johner, employé à Gaz de France.

### Élections de 1962
| Candidat       | Candidat                | Parti          | Premier tour | Premier tour | Second tour | Second tour |  |
| Candidat       | Candidat                | Parti          | Voix         | %            | Voix        | %           |  |
| -------------- | ----------------------- | -------------- | ------------ | ------------ | ----------- | ----------- |  |
|                | Maurice Camuset         | PCF            | 11 429       | 29,32        | 17 413      | 43,43       |  |
|                | Jean Durlot élu         | UNR-UDT        | 10 997       | 28,21        | 21 734      | 54,21       |  |
|                | André Mutter            | CNIP           | 7 054        | 18,1         | 948         | 2,36        |  |
|                | André Montmaur          | SFIO           | 5 098        | 13,08        | Retrait     | Retrait     |  |
|                | Bernard Laurent sortant | MRP            | 4 399        | 11,29        | Retrait     | Retrait     |  |
|                |                         |                |              |              |             |             |  |
| Inscrits       | Inscrits                | Inscrits       | 58 189       | 100,00       | 58 190      | 100,00      |  |
| Abstentions    | Abstentions             | Abstentions    | 17 867       | 30,71        | 15 817      | 27,18       |  |
| Votants        | Votants                 | Votants        | 40 322       | 69,29        | 42 373      | 72,82       |  |
| Blancs et nuls | Blancs et nuls          | Blancs et nuls | 1 345        | 3,34         | 2 278       | 5,38        |  |
| Exprimés       | Exprimés                | Exprimés       | 38 977       | 96,66        | 40 095      | 94,62       |  |

Jacques Maudoux, agriculteur au Pavillon-Sainte-Julie, était suppléant de Jean Durlot.

### Élections de 1967
| Candidat       | Candidat        | Parti          | Premier tour | Premier tour | Second tour | Second tour |  |
| Candidat       | Candidat        | Parti          | Voix         | %            | Voix        | %           |  |
| -------------- | --------------- | -------------- | ------------ | ------------ | ----------- | ----------- |  |
|                | Paul Granet élu | UD-Ve          | 15 651       | 33,58        | 24 484      | 52,99       |  |
|                | Maurice Camuset | PCF            | 13 749       | 29,5         | 21 723      | 47,01       |  |
|                | Gabriel Thierry | FGDS (SFIO)    | 9 520        | 20,43        | Retrait     | Retrait     |  |
|                | André Mutter    | CNIP (PDM)     | 7 687        | 16,49        | Retrait     | Retrait     |  |
|                |                 |                |              |              |             |             |  |
| Inscrits       | Inscrits        | Inscrits       | 58 702       | 100,00       | 58 684      | 100,00      |  |
| Abstentions    | Abstentions     | Abstentions    | 10 940       | 18,64        | 10 357      | 17,65       |  |
| Votants        | Votants         | Votants        | 47 762       | 81,36        | 48 327      | 82,35       |  |
| Blancs et nuls | Blancs et nuls  | Blancs et nuls | 1 155        | 2,42         | 2 120       | 4,39        |  |
| Exprimés       | Exprimés        | Exprimés       | 46 607       | 97,58        | 46 207      | 95,61       |  |

Le suppléant de Paul Granet était Pierre Labonde, RI, agriculteur à Rhèges, conseiller général du canton de Méry-sur-Seine.

### Élections de 1968
| Candidat       | Candidat                  | Parti          | Premier tour | Premier tour | Second tour | Second tour |  |
| Candidat       | Candidat                  | Parti          | Voix         | %            | Voix        | %           |  |
| -------------- | ------------------------- | -------------- | ------------ | ------------ | ----------- | ----------- |  |
|                | Paul Granet sortant réélu | UDR (URP)      | 21 652       | 46,7         | 27 072      | 61,21       |  |
|                | Maurice Camuset           | PCF            | 11 618       | 25,06        | 17 158      | 38,79       |  |
|                | André Tryoen              | FGDS (SFIO)    | 7 265        | 15,67        | Retrait     | Retrait     |  |
|                | Raoul Honnet              | CD (PDM)       | 5 827        | 12,57        | Retrait     | Retrait     |  |
|                |                           |                |              |              |             |             |  |
| Inscrits       | Inscrits                  | Inscrits       | 58 178       | 100,00       | 58 159      | 100,00      |  |
| Abstentions    | Abstentions               | Abstentions    | 11 167       | 19,19        | 12 007      | 20,65       |  |
| Votants        | Votants                   | Votants        | 47 011       | 80,81        | 46 152      | 79,35       |  |
| Blancs et nuls | Blancs et nuls            | Blancs et nuls | 649          | 1,38         | 1 922       | 4,16        |  |
| Exprimés       | Exprimés                  | Exprimés       | 46 362       | 98,62        | 44 230      | 95,84       |  |

Le suppléant de Paul Granet était Pierre Labonde. Pierre Labonde est élu sénateur en 1971.

### Élections de 1973
| Candidat       | Candidat                  | Parti          | Premier tour | Premier tour | Second tour | Second tour |  |
| Candidat       | Candidat                  | Parti          | Voix         | %            | Voix        | %           |  |
| -------------- | ------------------------- | -------------- | ------------ | ------------ | ----------- | ----------- |  |
|                | Paul Granet sortant réélu | UDR (URP)      | 18 956       | 38,91        | 26 432      | 53,85       |  |
|                | Maurice Camuset           | PCF            | 12 579       | 25,82        | 22 653      | 46,15       |  |
|                | Paul Steffann             | PS (UGSD)      | 10 752       | 22,07        | Retrait     | Retrait     |  |
|                | Jacques Palencher         | CD (MR)        | 4 961        | 10,18        |             |             |  |
|                | Christiane Duprey         | LO             | 1 465        | 3,01         |             |             |  |
|                |                           |                |              |              |             |             |  |
| Inscrits       | Inscrits                  | Inscrits       | 61 076       | 100,00       | 61 068      | 100,00      |  |
| Abstentions    | Abstentions               | Abstentions    | 11 299       | 18,5         | 9 876       | 16,17       |  |
| Votants        | Votants                   | Votants        | 49 777       | 81,5         | 51 192      | 83,83       |  |
| Blancs et nuls | Blancs et nuls            | Blancs et nuls | 1 064        | 2,14         | 2 107       | 4,12        |  |
| Exprimés       | Exprimés                  | Exprimés       | 48 713       | 97,86        | 49 085      | 95,88       |  |

Le suppléant de Paul Granet était Raoul Honnet. Raoul Honnet remplaça Paul Granet, nommé membre du gouvernement, du 9 juillet 1974 au 2 avril 1978. Raoul Honnet siégeait au groupe PDM.

### Élections de 1978
| Candidat       | Candidat                  | Parti          | Premier tour | Premier tour | Second tour | Second tour |  |
| Candidat       | Candidat                  | Parti          | Voix         | %            | Voix        | %           |  |
| -------------- | ------------------------- | -------------- | ------------ | ------------ | ----------- | ----------- |  |
|                | Paul Granet sortant réélu | app. UDF       | 18 136       | 32,84        | 29 878      | 53,3        |  |
|                | Georges Didier            | PCF            | 13 257       | 24           | 26 175      | 46,7        |  |
|                | Michel Cartelet           | PS             | 10 692       | 19,36        | Retrait     | Retrait     |  |
|                | Patrick de Saevsky        | RPR            | 4 714        | 8,54         |             |             |  |
|                | Alain Coillot             | UDF (Rad)      | 3 862        | 6,99         |             |             |  |
|                | Pierre Jolly              | MDD            | 1 168        | 2,11         |             |             |  |
|                | Liliane Guérin            | PSD            | 1 051        | 1,9          |             |             |  |
|                | Madeleine Rebeaux         | LO             | 884          | 1,6          |             |             |  |
|                | Christiane Rousée         | PSU (FA)       | 757          | 1,37         |             |             |  |
|                | André Petit               | Soc.ind.       | 707          | 1,28         |             |             |  |
|                |                           |                |              |              |             |             |  |
| Inscrits       | Inscrits                  | Inscrits       | 68 558       | 100,00       | 68 549      | 100,00      |  |
| Abstentions    | Abstentions               | Abstentions    | 12 329       | 17,98        | 10 650      | 15,54       |  |
| Votants        | Votants                   | Votants        | 56 229       | 82,02        | 57 899      | 84,46       |  |
| Blancs et nuls | Blancs et nuls            | Blancs et nuls | 1 001        | 1,78         | 1 846       | 3,19        |  |
| Exprimés       | Exprimés                  | Exprimés       | 55 228       | 98,22        | 56 053      | 96,81       |  |

Le suppléant de Paul Granet était Raoul Honnet.

### Élections de 1981
| Candidat       | Candidat               | Parti             | Premier tour | Premier tour | Second tour | Second tour |  |
| Candidat       | Candidat               | Parti             | Voix         | %            | Voix        | %           |  |
| -------------- | ---------------------- | ----------------- | ------------ | ------------ | ----------- | ----------- |  |
|                | Paul Granet sortant    | UDF (Rad)         | 18 794       | 38,65        | 25 293      | 47,96       |  |
|                | Michel Cartelet élu    | PS                | 14 637       | 30,10        | 27 446      | 52,04       |  |
|                | Georges Didier         | PCF               | 9 560        | 19,66        | Retrait     | Retrait     |  |
|                | Edgard Barbuat         | RPR               | 2 871        | 5,90         |             |             |  |
|                | Hélène Colonna-Bourdon | Divers écologiste | 970          | 1,99         |             |             |  |
|                | Gaspard de Contades    | MDS               | 753          | 1,55         |             |             |  |
|                | Annie Cousin           | LO                | 435          | 0,89         |             |             |  |
|                | Jean-Pierre Gastebois  | Divers droite     | 433          | 0,89         |             |             |  |
|                | Robert Quignard        | Divers gauche     | 169          | 0,35         |             |             |  |
|                |                        |                   |              |              |             |             |  |
| Inscrits       | Inscrits               | Inscrits          | 70 074       | 100,00       | 70 078      | 100,00      |  |
| Abstentions    | Abstentions            | Abstentions       | 20 763       | 29,63        | 16 242      | 23,18       |  |
| Votants        | Votants                | Votants           | 49 311       | 70,37        | 53 836      | 76,82       |  |
| Blancs et nuls | Blancs et nuls         | Blancs et nuls    | 689          | 1,4          | 1 097       | 2,04        |  |
| Exprimés       | Exprimés               | Exprimés          | 48 622       | 98,6         | 52 739      | 97,96       |  |

La suppléante de Michel Cartelet était Paulette Steffann, conseillère générale du canton de Sainte-Savine.

### Élections de 1988
| Candidat       | Candidat                      | Parti             | Premier tour | Premier tour | Second tour | Second tour |  |
| Candidat       | Candidat                      | Parti             | Voix         | %            | Voix        | %           |  |
| -------------- | ----------------------------- | ----------------- | ------------ | ------------ | ----------- | ----------- |  |
|                | Alain Coillot                 | UDF (Rad) (URC)   | 16 679       | 38,32        | 23 824      | 49,57       |  |
|                | Michel Cartelet sortant réélu | PS                | 12 693       | 29,16        | 24 242      | 50,43       |  |
|                | Georges Didier                | PCF               | 6 155        | 14,14        |             |             |  |
|                | Cendrine de La Rivière        | FN                | 4 093        | 9,4          |             |             |  |
|                | Gérard Croizier               | Divers gauche     | 1 994        | 4,58         |             |             |  |
|                | Jacques Châtelain             | Divers écologiste | 1 718        | 3,95         |             |             |  |
|                | Emmanuel Grenier              | POE               | 193          | 0,44         |             |             |  |
|                |                               |                   |              |              |             |             |  |
| Inscrits       | Inscrits                      | Inscrits          | 70 749       | 100,00       | 70 743      | 100,00      |  |
| Abstentions    | Abstentions                   | Abstentions       | 26 373       | 37,28        | 21 354      | 30,19       |  |
| Votants        | Votants                       | Votants           | 44 376       | 62,72        | 49 389      | 69,81       |  |
| Blancs et nuls | Blancs et nuls                | Blancs et nuls    | 851          | 1,92         | 1 323       | 2,68        |  |
| Exprimés       | Exprimés                      | Exprimés          | 43 525       | 98,08        | 48 066      | 97,32       |  |

Le suppléant de Michel Cartelet était Albert Danilo, Docteur en Sciences sociales.

### Élections de 1993
| Candidat       | Candidat                | Parti             | Premier tour | Premier tour | Second tour | Second tour |  |
| Candidat       | Candidat                | Parti             | Voix         | %            | Voix        | %           |  |
| -------------- | ----------------------- | ----------------- | ------------ | ------------ | ----------- | ----------- |  |
|                | François Baroin élu     | RPR               | 12 732       | 28,25        | 22 661      | 100,00      |  |
|                | Alain Coillot           | UDF (Rad)         | 8 154        | 18,09        | Retrait     | Retrait     |  |
|                | Michel Cartelet sortant | PS (ADFP)         | 7 268        | 16,12        |             |             |  |
|                | Laurent Rohman          | FN                | 6 184        | 13,72        |             |             |  |
|                | Georges Didier          | PCF               | 4 524        | 10,04        |             |             |  |
|                | Pierre Benoit           | GÉ (EÉ)           | 2 195        | 2,59         |             |             |  |
|                | Roger Patenere          | CPNT              | 1 168        | 2,59         |             |             |  |
|                | Julien Hoel             | RDRP              | 1 010        | 2,24         |             |             |  |
|                | Anne Baicry             | Divers écologiste | 925          | 2,05         |             |             |  |
|                | Pierre Bissey           | LO                | 914          | 2,03         |             |             |  |
|                |                         |                   |              |              |             |             |  |
| Inscrits       | Inscrits                | Inscrits          | 69 058       | 100,00       | 69 048      | 100,00      |  |
| Abstentions    | Abstentions             | Abstentions       | 21 944       | 31,78        | 35 062      | 50,78       |  |
| Votants        | Votants                 | Votants           | 47 114       | 68,22        | 33 986      | 49,22       |  |
| Blancs et nuls | Blancs et nuls          | Blancs et nuls    | 2 040        | 4,33         | 11 325      | 33,32       |  |
| Exprimés       | Exprimés                | Exprimés          | 45 074       | 95,67        | 22 661      | 66,68       |  |

Le suppléant de François Baroin était Gérard Menuel, agriculteur. Gérard Menuel remplaça François Baroin, nommé membre du gouvernement, du 19 juin 1995 au 21 avril 1997.

### Élections de 1997
| Candidat       | Candidat                      | Parti          | Premier tour | Premier tour | Second tour | Second tour |  |
| Candidat       | Candidat                      | Parti          | Voix         | %            | Voix        | %           |  |
| -------------- | ----------------------------- | -------------- | ------------ | ------------ | ----------- | ----------- |  |
|                | François Baroin sortant réélu | RPR            | 15 149       | 33,99        | 25 133      | 66,96       |  |
|                | Jean-Pierre Constant          | FN             | 9 030        | 20,26        | 12 403      | 33,04       |  |
|                | Chantal Dujancourt            | PS             | 7 563        | 16,97        |             |             |  |
|                | Pierre Mathieu                | PCF            | 4 486        | 10,06        |             |             |  |
|                | Michel Cartelet               | PRG            | 3 157        | 7,08         |             |             |  |
|                | Philippe Billet               | Les Verts      | 1 405        | 3,15         |             |             |  |
|                | Pierre Bissey                 | LO             | 1 301        | 2,92         |             |             |  |
|                | Anne-Marie Goussard           | LDI (MPF)      | 1 088        | 2,44         |             |             |  |
|                | Maurice Bernardié             | GÉ             | 837          | 1,88         |             |             |  |
|                | Dominique Ménissier           | MÉI            | 557          | 1,25         |             |             |  |
|                |                               |                |              |              |             |             |  |
| Inscrits       | Inscrits                      | Inscrits       | 68 962       | 100,00       | 68 942      | 100,00      |  |
| Abstentions    | Abstentions                   | Abstentions    | 22 340       | 32,39        | 22 716      | 32,95       |  |
| Votants        | Votants                       | Votants        | 46 622       | 67,61        | 46 226      | 67,05       |  |
| Blancs et nuls | Blancs et nuls                | Blancs et nuls | 2 049        | 4,39         | 8 690       | 18,8        |  |
| Exprimés       | Exprimés                      | Exprimés       | 44 573       | 95,61        | 37 536      | 81,2        |  |

Le suppléant de François Baroin était Gérard Menuel.

### Élections de 2002
| Candidat       | Candidat                      | Parti            | Premier tour | Premier tour | Second tour | Second tour |  |
| Candidat       | Candidat                      | Parti            | Voix         | %            | Voix        | %           |  |
| -------------- | ----------------------------- | ---------------- | ------------ | ------------ | ----------- | ----------- |  |
|                | François Baroin sortant réélu | UMP              | 21 201       | 49,03        | 23 467      | 62,98       |  |
|                | Françoise Delplanque          | Les Verts        | 8 223        | 19,02        | 13 795      | 37,02       |  |
|                | Isabelle Maintenant           | FN               | 7 621        | 17,63        |             |             |  |
|                | Joël Triché                   | PCF              | 2 881        | 6,66         |             |             |  |
|                | Pierre Bissey                 | LO               | 956          | 2,21         |             |             |  |
|                | Claude Maitrot                | Pôle républicain | 786          | 1,82         |             |             |  |
|                | Ouzna Sadi Oufella            | LCR              | 716          | 1,66         |             |             |  |
|                | Nathalie Brézillon            | MNR              | 442          | 1,02         |             |             |  |
|                | Maurice Bernardié             | GÉ               | 411          | 0,95         |             |             |  |
|                |                               |                  |              |              |             |             |  |
| Inscrits       | Inscrits                      | Inscrits         | 69 854       | 100,00       | 69 793      | 100,00      |  |
| Abstentions    | Abstentions                   | Abstentions      | 25 830       | 36,98        | 30 645      | 43,91       |  |
| Votants        | Votants                       | Votants          | 44 024       | 63,02        | 39 148      | 56,09       |  |
| Blancs et nuls | Blancs et nuls                | Blancs et nuls   | 787          | 1,79         | 1 886       | 4,82        |  |
| Exprimés       | Exprimés                      | Exprimés         | 43 237       | 98,21        | 37 262      | 95,18       |  |

Le suppléant de François Baroin était Gérard Menuel. Gérard Menuel remplaça François Baroin, nommé membre du gouvernement, du 3 juillet 2005 au 19 juin 2007.

### Élections de 2007
|                | François Baroin sortant réélu | UMP            | 23 281 | 55,71  |  |  |  |
|                | Olivier Girardin              | PS             | 7 974  | 19,08  |  |  |  |
|                | Martine Viala                 | FN             | 3 148  | 7,53   |  |  |  |
|                | Pierre Mathieu                | PCF            | 2 594  | 6,21   |  |  |  |
|                | Françoise Delplanque          | Les Verts      | 1 315  | 3,15   |  |  |  |
|                | Théodoulitsa Spagnol          | LCR            | 871    | 2,08   |  |  |  |
|                | Pierre Bissey                 | LO             | 605    | 1,45   |  |  |  |
|                | Christian Parachout           | MPF            | 585    | 1,4    |  |  |  |
|                | Lucien Maes                   | Divers         | 471    | 1,13   |  |  |  |
|                | Maurice Bernardié             | GÉ             | 459    | 1,1    |  |  |  |
|                | Guy Garnier                   | MNR            | 320    | 0,77   |  |  |  |
|                | Christian Bernaud             | PT             | 168    | 0,4    |  |  |  |
|                |                               |                |        |        |  |  |  |
| Inscrits       | Inscrits                      | Inscrits       | 74 340 | 100,00 |  |  |  |
| Abstentions    | Abstentions                   | Abstentions    | 31 777 | 42,75  |  |  |  |
| Votants        | Votants                       | Votants        | 42 563 | 57,25  |  |  |  |
| Blancs et nuls | Blancs et nuls                | Blancs et nuls | 772    | 1,81   |  |  |  |
| Exprimés       | Exprimés                      | Exprimés       | 41 791 | 98,19  |  |  |  |

Le suppléant de François Baroin était Gérard Menuel. Gérard Menuel remplaça François Baroin, nommé membre du gouvernement, du 23 avril 2010 au 16 juin 2012.

### Élections de 2012
| Candidat       | Candidat                      | Parti          | Premier tour | Premier tour | Second tour | Second tour |  |
| Candidat       | Candidat                      | Parti          | Voix         | %            | Voix        | %           |  |
| -------------- | ----------------------------- | -------------- | ------------ | ------------ | ----------- | ----------- |  |
|                | François Baroin sortant réélu | UMP            | 15 677       | 41,42        | 20 051      | 56,45       |  |
|                | Lorette Joly                  | PS             | 10 899       | 28,79        | 15 466      | 43,55       |  |
|                | Mireille Cazard               | RBM (FN)       | 6 733        | 17,79        |             |             |  |
|                | Pierre Mathieu                | FG (PCF)       | 2 718        | 7,18         |             |             |  |
|                | Alain Carsenti                | CpF (MoDem)    | 571          | 1,51         |             |             |  |
|                | Dominique Deharbe             | Divers gauche  | 299          | 0,79         |             |             |  |
|                | Véronique Guidat              | DLR            | 268          | 0,71         |             |             |  |
|                | Pierre Bissey                 | LO             | 231          | 0,61         |             |             |  |
|                | Ghislain Wysocinski           | AÉI            | 200          | 0,53         |             |             |  |
|                | Sylvie Kletty                 | MÉI            | 169          | 0,45         |             |             |  |
|                | Christian Bernaud             | POI            | 86           | 0,23         |             |             |  |
|                | Maurice Bernardié             | PRG            | 0            | 0,00         |             |             |  |
|                |                               |                |              |              |             |             |  |
| Inscrits       | Inscrits                      | Inscrits       | 66 187       | 100,00       | 66 188      | 100,00      |  |
| Abstentions    | Abstentions                   | Abstentions    | 27 939       | 42,21        | 29 481      | 44,54       |  |
| Votants        | Votants                       | Votants        | 38 248       | 57,79        | 36 707      | 55,46       |  |
| Blancs et nuls | Blancs et nuls                | Blancs et nuls | 397          | 1,04         | 1 190       | 3,24        |  |
| Exprimés       | Exprimés                      | Exprimés       | 37 851       | 98,96        | 35 517      | 96,76       |  |

Le suppléant de François Baroin était Gérard Menuel.

### Élection partielle de 2014
| Candidat       | Candidat           | Parti              | Premier tour | Premier tour | Second tour | Second tour |  |
| Candidat       | Candidat           | Parti              | Voix         | %            | Voix        | %           |  |
| -------------- | ------------------ | ------------------ | ------------ | ------------ | ----------- | ----------- |  |
|                | Gérard Menuel élu  | UMP                | 6 422        | 40,76        | 10 527      | 63,85       |  |
|                | Bruno Subtil       | FN                 | 4 355        | 27,64        | 5 960       | 36,15       |  |
|                | Olivier Girardin   | PS                 | 2 315        | 14,69        |             |             |  |
|                | Pierre Mathieu     | FG (PCF)           | 1 175        | 7,46         |             |             |  |
|                | Maxime Beaulieu    | EÉLV               | 705          | 4,47         |             |             |  |
|                | Dominique Deharbe  | Divers gauche (ND) | 392          | 2,49         |             |             |  |
|                | Nelly Collot-Touzé | PCD                | 315          | 2,00         |             |             |  |
|                | Nicolas Rousseaux  | Divers droite      | 76           | 0,48         |             |             |  |
|                |                    |                    |              |              |             |             |  |
| Inscrits       | Inscrits           | Inscrits           | 65 758       | 100,00       | 65 760      | 100,00      |  |
| Abstentions    | Abstentions        | Abstentions        | 49 563       | 75,37        | 47 906      | 72,85       |  |
| Votants        | Votants            | Votants            | 16 195       | 24,63        | 17 854      | 27,15       |  |
| Blancs et nuls | Blancs et nuls     | Blancs et nuls     | 440          | 2,72         | 1 367       | 7,66        |  |
| Exprimés       | Exprimés           | Exprimés           | 15 755       | 97,28        | 16 487      | 92,34       |  |

La suppléante de Gérard Menuel était Annie Rousseau, maire-adjointe de Romilly-sur-Seine.

### Élections de 2017
|                                                                         |                                                                                        |                           |                           |                          |                          |
|                                                                         |                                                                                        | Premier tour 11 juin 2017 | Premier tour 11 juin 2017 | Second tour 18 juin 2017 | Second tour 18 juin 2017 |
|                                                                         |                                                                                        |                           |                           |                          |                          |
|                                                                         |                                                                                        | Nombre                    | % des inscrits            | Nombre                   | % des inscrits           |
| Inscrits                                                                | Inscrits                                                                               | 65 660                    | 100,00                    | 65 654                   | 100,00                   |
| Abstentions                                                             | Abstentions                                                                            | 33 673                    | 51,28                     | 38 160                   | 58,12                    |
| Votants                                                                 | Votants                                                                                | 31 987                    | 48,72                     | 27 494                   | 41,88                    |
|                                                                         |                                                                                        |                           | % des votants             |                          | % des votants            |
| Bulletins blancs                                                        | Bulletins blancs                                                                       | 399                       | 1,25                      | 2 065                    | 7,51                     |
| Bulletins nuls                                                          | Bulletins nuls                                                                         | 149                       | 0,47                      | 1 005                    | 3,66                     |
| Suffrages exprimés                                                      | Suffrages exprimés                                                                     | 31 439                    | 98,29                     | 24 424                   | 88,83                    |
|                                                                         |                                                                                        |                           |                           |                          |                          |
| Candidat Étiquette politique (partis et alliances)                      | Candidat Étiquette politique (partis et alliances)                                     | Voix                      | % des exprimés            | Voix                     | % des exprimés           |
|                                                                         |                                                                                        |                           |                           |                          |                          |
|                                                                         | Pascal Landréat Mouvement démocrate (La République en marche !)                        | 10 180                    | 32,38                     | 11 548                   | 47,28                    |
|                                                                         | Gérard Menuel (député sortant) Les Républicains (Union des démocrates et indépendants) | 7 373                     | 23,45                     | 12 876                   | 52,72                    |
|                                                                         | Angélique Ranc Front national                                                          | 6 697                     | 21,30                     |                          |                          |
|                                                                         | Yves Bouteiller La France insoumise                                                    | 3 182                     | 10,12                     |                          |                          |
|                                                                         | David Blanchon Parti socialiste                                                        | 1 184                     | 3,77                      |                          |                          |
|                                                                         | Nelly Collot-Touzé Écologiste (Mouvement 100 % - Alliance écologiste indépendante)     | 624                       | 1,98                      |                          |                          |
|                                                                         | Arnaud Pacot Parti communiste français                                                 | 622                       | 1,98                      |                          |                          |
|                                                                         | Laurent Stocco Debout la France                                                        | 589                       | 1,87                      |                          |                          |
|                                                                         | Dominique Deharbe Divers gauche (Nouvelle Donne)                                       | 423                       | 1,35                      |                          |                          |
|                                                                         | Chrystel Carte Divers (Union populaire républicaine)                                   | 295                       | 0,94                      |                          |                          |
|                                                                         | Pascal Andrieux Lutte ouvrière                                                         | 270                       | 0,86                      |                          |                          |
| Source : Ministère de l'Intérieur - Troisième circonscription de l'Aube |                                                                                        |                           |                           |                          |                          |

La suppléante de Gérard Menuel était Annie Rousseau.

### Élections de 2022
| Résultats des élections législatives des 12 et 19 juin 2022 de la 3e circonscription de l'Aube |                          |                          |                          |              |              |             |             |
| Candidat                                                                                       | Candidat                 | Parti et coalition       | Nuance                   | Premier tour | Premier tour | Second tour | Second tour |
| Candidat                                                                                       | Candidat                 | Parti et coalition       | Nuance                   | Voix         | %            | Voix        | %           |
|                                                                                                | Angélique Ranc,          | RN                       | RN                       | 8 958        | 29,52        | 13 913      | 51,65       |
|                                                                                                | Loëtitia Beury           | LREM (ENS)               | ENS                      | 6 546        | 21,57        | 13 024      | 48,35       |
|                                                                                                | Gaetan Seffals,          | LFI (NUPES)              | NUP                      | 6 430        | 21,19        |             |             |
|                                                                                                | Baptiste Gatouillat      | LR (UDC)                 | LR                       | 4 507        | 14,85        |             |             |
|                                                                                                | Céline Lopes-Vaz,        | REC                      | REC                      | 1 318        | 4,34         |             |             |
|                                                                                                | Nelly Collot-Touzé       | EAC                      | ECO                      | 942          | 3,10         |             |             |
|                                                                                                | Laure Fernandez          | LP                       | DSV                      | 504          | 1,66         |             |             |
|                                                                                                | Pascal Andrieux          | LO                       | DXG                      | 455          | 1,50         |             |             |
|                                                                                                | Dominique Ménissier      | PA                       | ECO                      | 425          | 1,40         |             |             |
|                                                                                                | Didier Freville          | SE                       | DVC                      | 244          | 0,80         |             |             |
|                                                                                                | Lyonnel Helick           | RS (LRDP)                | DSV                      | 13           | 0,04         |             |             |
| Votes valides                                                                                  | Votes valides            | Votes valides            | Votes valides            | 30 342       | 97,89        | 26 937      | 92,13       |
| Votes blancs                                                                                   | Votes blancs             | Votes blancs             | Votes blancs             | 468          | 1,51         | 1 659       | 5,67        |
| Votes nuls                                                                                     | Votes nuls               | Votes nuls               | Votes nuls               | 185          | 0,60         | 642         | 2,20        |
| Total                                                                                          | Total                    | Total                    | Total                    | 30 995       | 100          | 29 238      | 100         |
| Abstention                                                                                     | Abstention               | Abstention               | Abstention               | 35 552       | 53,42        | 37 324      | 56,07       |
| Inscrits / participation                                                                       | Inscrits / participation | Inscrits / participation | Inscrits / participation | 66 547       | 46,58        | 66 562      | 43,93       |

Le suppléant d'Angélique Ranc était Nicolas Croquet, créateur d'entreprise indépendant à Sainte-Savine.

### Élections de 2024
| Candidat                 | Candidat                 | Parti et coalition       | Nuance                   | Premier tour | Premier tour | Second tour | Second tour |
| Candidat                 | Candidat                 | Parti et coalition       | Nuance                   | Voix         | %            | Voix        | %           |
| ------------------------ | ------------------------ | ------------------------ | ------------------------ | ------------ | ------------ | ----------- | ----------- |
|                          | Angélique Ranc           | RN                       | RN                       | 18 084       | 43,33        | 20 600      | 52,52       |
|                          | Olivier Girardin         | PS (NFP)                 | UG                       | 10 178       | 24,39        | 18 624      | 47,48       |
|                          | Luc Scherrer             | RE (ENS)                 | ENS                      | 6 994        | 16,76        |             |             |
|                          | Didier Leprince          | LR                       | LR                       | 3 654        | 8,76         |             |             |
|                          | Olivier Richard          | HOR diss.                | DVD                      | 1 502        | 3,60         |             |             |
|                          | Nelly Collot-Touzé       | ÉAC                      | ECO                      | 970          | 2,32         |             |             |
|                          | Pascal Andrieux          | LO                       | EXG                      | 349          | 0,84         |             |             |
|                          |                          |                          |                          |              |              |             |             |
| Votes valides            | Votes valides            | Votes valides            | Votes valides            | 41 731       | 98,03        |             |             |
| Votes blancs             | Votes blancs             | Votes blancs             | Votes blancs             | 531          | 1,25         |             |             |
| Votes nuls               | Votes nuls               | Votes nuls               | Votes nuls               | 309          | 0,73         |             |             |
| Total                    | Total                    | Total                    | Total                    | 42 571       | 100          |             | 100         |
| Abstention               | Abstention               | Abstention               | Abstention               | 22 892       | 34,97        |             |             |
| Inscrits / participation | Inscrits / participation | Inscrits / participation | Inscrits / participation | 65 463       | 65,03        |             |             |

Le suppléant d'Angélique Ranc est Nicolas Croquet.